# Joseph McClean
Joseph P. McClean (nascido em 30 de julho de 1935) é um ex-ciclista britânico que defendeu as cores do Reino Unido na prova de perseguição por equipes nos Jogos Olímpicos de 1960, realizada em Roma, capital da Itália.